# Saint-Laurent-des-Hommes
Saint-Laurent-des-Hommes là một xã nằm ở tỉnh Dordogne trong vùng Aquitaine của Pháp. Xã này có diện tích 31,94 kilômét vuông, dân số năm 1999 là 884 người. Xã nằm ở khu vực có độ cao trung bình 40 m trên mực nước biển.

## Thông tin nhân khẩu
Nguồn: INSEE  và Cassini 
| 1793  | 1800 | 1806 | 1821 | 1831  | 1836  | 1841  | 1846  | 1851  |
| ----- | ---- | ---- | ---- | ----- | ----- | ----- | ----- | ----- |
| 1 123 | 876  | 928  | 998  | 1 285 | 1 228 | 1 131 | 1 234 | 1 125 |

| 1856  | 1861  | 1866  | 1872  | 1876  | 1881  | 1886  | 1891  | 1896  |
| ----- | ----- | ----- | ----- | ----- | ----- | ----- | ----- | ----- |
| 1 242 | 1 246 | 1 259 | 1 147 | 1 206 | 1 307 | 1 212 | 1 250 | 1 149 |

| 1901  | 1906  | 1911  | 1921  | 1926 | 1931 | 1936 | 1946 | 1954 |
| ----- | ----- | ----- | ----- | ---- | ---- | ---- | ---- | ---- |
| 1 104 | 1 109 | 1 087 | 1 049 | 981  | 966  | 971  | 947  | 992  |

| 1962                                         | 1968 | 1975 | 1982 | 1990 | 1999 | - | - | - |
| -------------------------------------------- | ---- | ---- | ---- | ---- | ---- | - | - | - |
| 925                                          | 861  | 867  | 863  | 938  | 884  | - | - | - |
| Số liệu kể từ 1962 : dân số không tính trùng |      |      |      |      |      |   |   |   |